# Xian de You
Pour les articles homonymes, voir You.
Le xian de You (攸县 ; pinyin : Yōu Xiàn) est un district administratif de la province du Hunan en Chine. Il est placé sous la juridiction de la ville-préfecture de Zhuzhou.

## Démographie
La population du district était de 742 585 habitants en 1999.